# Otto Strasser
Otto Johann Maximilian Strasser (Windsheim, 10 september 1897 – München, 27 augustus 1974) was een Duits nationaalsocialistisch, later nationaal-revolutionair politicus; tevens was hij de broer van Gregor Strasser.

## Biografie
Otto Strasser werd geboren in Midden-Frankenland als de zoon van een katholieke ambtenaar. Als oorlogsvrijwilliger nam hij deel aan de Eerste Wereldoorlog. Hij schopte het tot Oberleutnant (eerste luitenant). Na de oorlog sloot hij zich aan bij het Vrijkorps van Franz Ritter von Epp, dat de radenrepubliek van München op 1 en 2 mei 1919 onderdrukt. Na het onderdrukken van de Münchener radenrepubliek vertrok Strasser naar Berlijn, voor een studie economie. Tijdens zijn studie sloot hij zich aan bij de Sozialdemokratische Partei Deutschlands (SPD). In 1920 nam hij deel aan de onderdrukking van diverse linkse groepjes, alsook aan de onderdrukking van de rechtse putsch van Wolfgang Kapp. Hetzelfde jaar trad hij uit de SPD en werd nationaal-revolutionair. Hij bleef echter socialistisch georiënteerd. In 1925 trad Strasser toe tot de NSDAP (Nationaalsocialistische Duitse Arbeiderspartij) van Adolf Hitler.

## Otto Strasser als nazi
Naast NSDAP-lid werd Otto Strasser ook journalist bij de nationaalsocialistische partijkrant Völkischer Beobachter. Samen met zijn broer Gregor (die ook tot de NSDAP was toegetreden) en Joseph Goebbels gaf hij leiding aan de linkervleugel (de socialistische vleugel) van de NSDAP. Deze vleugel was voorstander van nationalisering van de grote industrie en de banken; tevens stond zij verdeling van adellijk grootgrondbezit onder etnisch Duitse boerengezinnen voor. Ook steunde zij diverse stakingen (hoewel vaak geleid door socialistisch-marxistische voormannen).
Otto Strasser werd in 1927 hoofdredacteur van het Berlijnse nationaalsocialistische partijblad Berliner Arbeiterzeitung (Berlijnse Arbeiderskrant). Verder was hij verantwoordelijk voor de communicatie binnen de NSDAP.
Hitler was echter vastbesloten de linkervleugel van de partij te vernietigen, omdat deze zich tegen diens alleenheerschappij bleef verzetten. Strasser raakte in een ernstig conflict met de Führer. Op 4 juli 1930 stapte Otto Strasser uit de NSDAP en stichtte een eigen partij, het Zwart Front (Die Schwarze Front), een economisch linkser georiënteerde, nationalistische partij.

## Otto Strasser emigreert
Na de nationaalsocialistische machtsovername van januari 1933 emigreerde Otto Strasser naar Oostenrijk. Hij vestigde zich in Wenen van waaruit hij de dictatuur van Hitler heftig bestreed (o.a. via de radio). Op 30 juni 1934 werd zijn broer Gregor Strasser tijdens de Nacht van de Lange Messen, vermoord door de nazi's.
Via radio-uitzendingen in Praag (die men ook in Duitsland kon ontvangen) bestreed hij Hitler en de NSDAP.
In 1938 vestigde hij zich tijdelijk in Zwitserland, maar ging later naar Portugal en Canada.
In 1943 stichtte hij de beweging van de 'Derde weg.' Deze beweging zocht een middenweg tussen het kapitalisme en het communisme.
In 1955 keerde Otto Strasser naar (West-)Duitsland terug. Daar probeerde hij met de Sozialistische Reichspartei en steun aan andere neonazistische partijen, waaronder de Nationaldemokratische Partei Deutschlands (NPD), zijn economisch zeer linkse versie van het nationaalsocialisme nieuw leven in te blazen. Hij werd verscheidene malen aangeklaagd wegens antisemitische uitlatingen. Zijn ideeën leven thans voort bij de NPD en de meerderheid van de hedendaagse neonazi's, die vaak veel antikapitalistischer zijn dan de antiplutocratische Hitler zelf ooit was. De Goebbels-Strasseriaanse strekking in het nazisme voert de boventoon in het neonazisme.